# Austranoplium concolor
Austranoplium concolor là một loài bọ cánh cứng trong họ Cerambycidae.